# Гоголевка (Томская область)
Гоголевка — исчезнувшая деревня в Колпашевском районе Томской области. На момент упразднения входила в состав Чажемтовского сельсовета. В 1987 году включена в состав села Чажемто и исключена из учётных данных.

## География
Деревня располагалась вблизи правого берега реки Чая; ныне представляет собой юго-западную окраину села Чажемто.

## История
Деревня была основана в 1918 г. В 1928 году состояла из 10 хозяйств. В административном отношении входила в состав Чажемтовского сельсовета Колпашевского района Томского округа Сибирского края.
В 1960-е годы деревня попала в разряд не перспективных и по планам должна была быть сселена к 1975 году.
Решением № 74 Томского облисполкома от 20 марта 1987 г. деревня Гоголевка присоединена к селу Чажемто и исключена из учётных данных.

## Население
| 1926 | 1939 | 1959 | 1970 | 1979 |
| ---- | ---- | ---- | ---- | ---- |
| 50   | ↗281 | ↘273 | ↘210 | ↘159 |

В 1926 году основным населением деревни были русские,  фактически — кряшены.